# 양월
양월(한자:陽陽)은 백월 중 하나로, 화난에 살았던 고대 민족 중 하나이다. 중국의 사료와 고전 문헌에 따르면 전국시대에 양월에 관한 기술이 처음 등장했다. 일반적으로 인정되는 가설은 그들이 원래 구주의 하나인 양주에 살았던 고대 월족의 부족이었다는 것이다. 이 때문에 그 부족은 양성 출신의 월족을 의미하는 "양월"이라고 불렸다.